# Sömmerringgazelle
Die Sömmerringgazelle (Nanger soemmerringii) ist eine afrikanische Antilope, benannt nach dem deutschen Arzt und Universalgenie Samuel Thomas von Soemmerring.

## Äußere Merkmale
Sie ist eine große, schwach gezeichnete Gazelle mit einer sehr weißen Unterseite und ausgeprägter Gesichtszeichnung. Der Kopf ist relativ groß mit starken kurzen leierförmig nach hinten geschwungenen Hörnern. Die Spitzen sind hakenförmig nach innen gebogen. Diese Hornform stellt ein markantes Unterscheidungsmerkmal zu allen anderen Gazellen dar. Sie hat verhältnismäßig lange Beine mit kräftigen Hufen und einen relativ kurzen Hals. Der Schwanz ist kurz, gesäumt von hellen kurzen Haaren. Sie besitzt Voraugendrüsen, die jedoch nicht zum Markieren verwendet werden. 
Schulterhöhe: 81 bis 90 cm. Gewicht: 38 bis 46 kg. Länge: 125 bis 150 cm.

## Unterarten
- Nanger soemmerringii soemmerringii: kürzere Hörner, braunes Gesicht
- Nanger soemmerringii berberana: längere Hörner, schwarzes Gesicht
- Nanger soemmerringii butteri: dunkle Flanken, gestreifter Oberschenkel

## Verbreitung
Ihre Verbreitung beschränkt sich (endemisch) auf das Horn von Afrika, wo sie einst den größten Teil Somalias und die niedrigen Ausläufer des äthiopischen Hochlandes im Westen und im Osten bevölkerten. Hier versammelten sie sich zu hunderten in den offenen Ebenen. Der heutige Bestand, soweit bekannt, beschränkt sich auf kleine inselartige Vorkommen. Sie bevorzugen sowohl hügeliges Land mit verstreuten immergrünen Büschen und Akazien als auch die offene Grassteppe. Heute sieht man sie selten in Herden, die aus mehr als 15 Tieren bestehen.

## Verhalten
Die Herden sind Gruppen von Weibchen mit ihren Jungtieren, angeführt von einem Bock in seinem mit Kothaufen und Urin markierten Gebiet. Wie die Grantgazellen neigen sie bei Drohgebärden die Hörner seitlich und kreisen umeinander. Kommt es zu Auseinandersetzungen verhaken sie sich seitlich mit den Hörnern und versuchen den Gegner aus dem Gleichgewicht zu bringen. Wenn sie sich versammeln oder berühren stoßen sie ein nasales Krächzen aus. Die Tragezeit dauert ca. 198 Tage und die Jungen bleiben bis zu einem Monat in ihrem Versteck liegen umhegt vom Muttertier. Die Geschlechtsreife wird nach 18 Monaten erreicht und die Tiere können bis zu 14 Jahre alt werden.

## Gefährdung
Durch Bejagung und Überweidung durch Hausrinder sind sie aus ihrem ursprünglichen Verbreitungsgebiet weitgehend verschwunden. Das heutige Vorkommen beschränkt sich auf einzelne kleine Territorien. Bemühungen Schutzgebiete zu errichten sind bisher durch die anhaltend unruhige Lage in der Region gescheitert. Nach der IUCN-Liste werden sie als gefährdet eingestuft.